# Manuel Adolfo Varas
Manuel Adolfo Varas Varas (Guayaquil, 2 de abril de 1943 – Guayaquil, 30 de março de 2020) foi um radialista, jornalista esportivo e advogado equatoriano. Era considerado uma lenda do jornalismo esportivo por suas análises, jocularidade e bromas com as que ganhou popularidade e carinho durante 56 anos de carreira em meios radiais, apesar de ser advogado de profissão.

## Primeiros anos
Manuel Adolfo Varas Varas nasceu em 1 de abril de 1943, em Guayaquil. Na adolescência, jogou na divisão juvenil do clube de futebol Nueve de Octubre. Estudou no Colegio Javier, onde em 1964, um dia depois que seus colegas o carregaram nos ombros pela vitória em um jogo de basquete no pátio da escola, seu colega Carlos Luis Albán o convidou a criar um programa esportivo para a Rádio América, essa conversa foi ouvida por Édgar Salazar, que disse que poderiam fazer o programa.

## Carreira profissional
Começou sua carreira como locutor da Rádio América. Tempo depois, suas notas de jornalismo esportivo foram publicadas no El Universo, na Copa Libertadores de América, em 1966. Depois de passar pela Rádio América, trabalhou nas estações de rádio Sucesos, Bolívar, Mambo (como convidado), Noticia e La Fabulosa.
Em 1985, foi um dos acionistas fundadores da Rádio Caravana 750 AM. Permaneceu no rádio por 39 anos desde sua primeira transmissão. Participou do programa esportivo Los Comentaristas por dez anos até abril de 2017 e do programa Las Voces del Fútbol. Compartilhou esses espaços com Dr. Mario Canessa e Mayra Bayas. Trabalhava também como comentarista da rádio Diblú.
Sua popularidade foi caracterizada por sua análise esportiva e pela jocularidade de sua personalidade, sendo apelidado de Gallo Negro por suas histórias de amor e futebol, e porque estava correto com os resultados dos jogos de futebol. Chamavam-no também de Monstro da Floresta, quando uma vez perguntaram o que chamou a atenção das mulheres que caminham pelo Parque Florestal de Guayaquil, perto de sua casa, respondeu: “Uma mulher alta, que a chamou de Tranco Largo; uma mais baixa, que chamavam de Pasito Tun Tun e a bonita, que andava com muito ritmo e mexia a cintura”, daí o nome.

## Morte
Morreu em 30 de março de 2020, aos 76 anos, dois dias antes do aniversário, devido à COVID-19, doença causada pelo novo coronavírus chamado SARS-CoV-2, durante a pandemia de COVID-19 no Equador, numa clínica ao norte de Guayaquil, após quatro dias com sintomas febris.
Seus colegas Mario Canessa e Mayra Bayas publicaram suas condolências pelo Twitter, assim como os jornalistas Carlos Víctor Morales, Roberto Machado, Gerardo España e Roberto Bonafont, além do clube Barcelona e da Federação Equatoriana de Futebol (FEF).